# Kamień (Petite-Pologne)
Pour les articles homonymes, voir Kamień.
Kamień est une localité polonaise de la gmina de Czernichów, située dans le powiat de Cracovie en voïvodie de Petite-Pologne.